# Aeroportul Mokuti Lodge
Aeroportul Mokuti Lodge (IATA: OKU, ICAO: FYMO) este un aeroport din Namibia ce deservește zona Parcul Național Etosha.
Situat la o altitudine de 1.113 m, aeroportul dispune de o singură pistă.